# Подкамйонка
Подкамйонка (пол. Podkamionka) — село в Польщі, у гміні Сокулка Сокульського повіту Підляського воєводства.
Населення — 111 осіб (2011).
У 1975-1998 роках село належало до Білостоцького воєводства.

## Демографія
Демографічна структура станом на 31 березня 2011 року:
|          | Загалом | Допрацездатний вік | Працездатний вік | Постпрацездатний вік |
| -------- | ------- | ------------------ | ---------------- | -------------------- |
| Чоловіки | 65      | 12                 | 47               | 6                    |
| Жінки    | 46      | 5                  | 27               | 14                   |
| Разом    | 111     | 17                 | 74               | 20                   |